# Дрейсіг Іван Християнович
Дре́йсіг Іва́н Христия́нович (1791, Саксонія — 12 грудня 1888, Харків) — український актор, режисер, антрепренер.
Гастролював в Україні з власною трупою (Харків, Полтава, Катеринослав, Кременчук, Ромни). Написав водевіль «Два брати із Санжарівки, третій із Хорола» і музику до нього.

## Ролі у виставах
- Виборний в «Наталці Полтавці»
- Чупрун в «Москалі-чарівнику» І. П. Котляревського,
- Шельменко в обох п'єсах Г. Квітки-Основ'яненка,
- Городничий і Підкольосін у «Ревізорі» М. В. Гоголя.